# Tabal

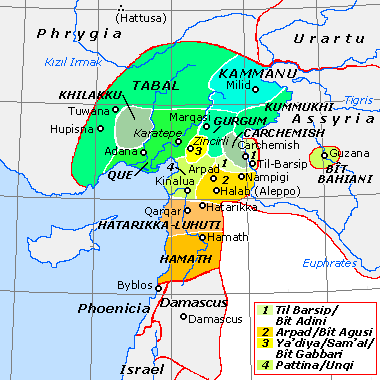
Mapa państewek neohetyckich z zaznaczonym położeniem Tabal

Tabal – księstwo późnohetyckie obejmujące obszar położony pomiędzy rzeką Halys na północy, Kayseri na wschodzie i Göllüdag na zachodzie. Największy rozkwit przeżyło w VIII wieku p.n.e. Później uległo wpływom asyryjskim.